# Jelmstorf
Jelmstorf est une commune allemande de l'arrondissement d'Uelzen, Land de Basse-Saxe.

## Géographie
Jelmstorf se situe dans la lande de Lunebourg. Son territoire est traversé par l'Ilmenau.
| Bienenbüttel |           | Altenmedingen |
|              | Jelmstorf |               |
| Natendorf    |           | Bad Bevensen  |

La commune comprend les quartiers d'Addenstorf, Jelmstorf et Bruchtorf.

## Infrastructure
Jelmstorf se situe sur la Bundesstraße 4.

## Source, notes et références
- (de) Cet article est partiellement ou en totalité issu de l’article de Wikipédia en allemand intitulé « Jelmstorf » (voir la liste des auteurs).